# Citadelle de Homs
La citadelle de Homs (en arabe : قلعة حمص), dont il ne reste plus aujourd'hui que des vestiges, est située dans la ville syrienne de Homs. Aussi appelée le château de Homs, elle est dressée sur un tell situé à 2,5 kilomètres de l'Oronte, sur la rive droite de celui-ci, d'un diamètre atteignant 275 mètres et s'élevant à 32 mètres au-dessus d'un plateau de 500 mètres d'altitude.

## Histoire
Selon le comte du Mesnil du Buisson, « le monticule artificiel de la citadelle est certainement le piédestal d'une ville de haute époque : les coupes de terrain y font reconnaitre une stratification d'édifices en briques crues, parfois incendiés ; cette accumulation de ruines, qui s'est prolongée sur le dessus jusqu'à l'époque romaine et à l'époque arabe, remonte au moins au IIe millénaire avant notre ère. »
D'après Mohamed al-Dbiyat, le tell fut « converti en citadelle » après que la ville, à l'époque omeyyade (vers l'an 750), eut été fortifiée. Selon Mohamed al-Dbiyat, à partir de 1104 (époque hamdanide), la citadelle fut appelée « la citadelle d'Ossamah ». D'après Nikita Elisséeff, elle fut relevée après « le grand tremblement de terre de 565/1170 » par « Nūr ad-Dīn ».
Selon Julien Loiseau, la citadelle, telle que décrite au début des années 1430 par Bertrandon de La Broquière, avait sans doute à cette époque été reconstruite, « al-‘Umarī » ayant au siècle précédent considéré « ses défenses plus faibles que le rempart de la ville ».
Alphonse de Lamartine décrivit la citadelle en ces termes :

« Ce château est mieux conservé que celui de Hama. Nous y remarquâmes une grotte cachée et profonde, de laquelle sortait une source abondante ; l'eau s'échappe par une ouverture de quatre pieds sur deux, et se précipite à travers des barreaux de fer, par une seconde ouverture. Elle est excellente. On nous conta une vieille tradition qui dit qu'une fois le passage des eaux ayant été bouché, il arriva six mois après une députation de Perse, qui moyennant une forte somme au gouvernement, obtint que l'ouverture serait débouchée, et ne pourrait plus être obstruée à l'avenir. Maintenant l'entrée de cette grotte est défendue, et il est fort difficile d'y pénétrer. »

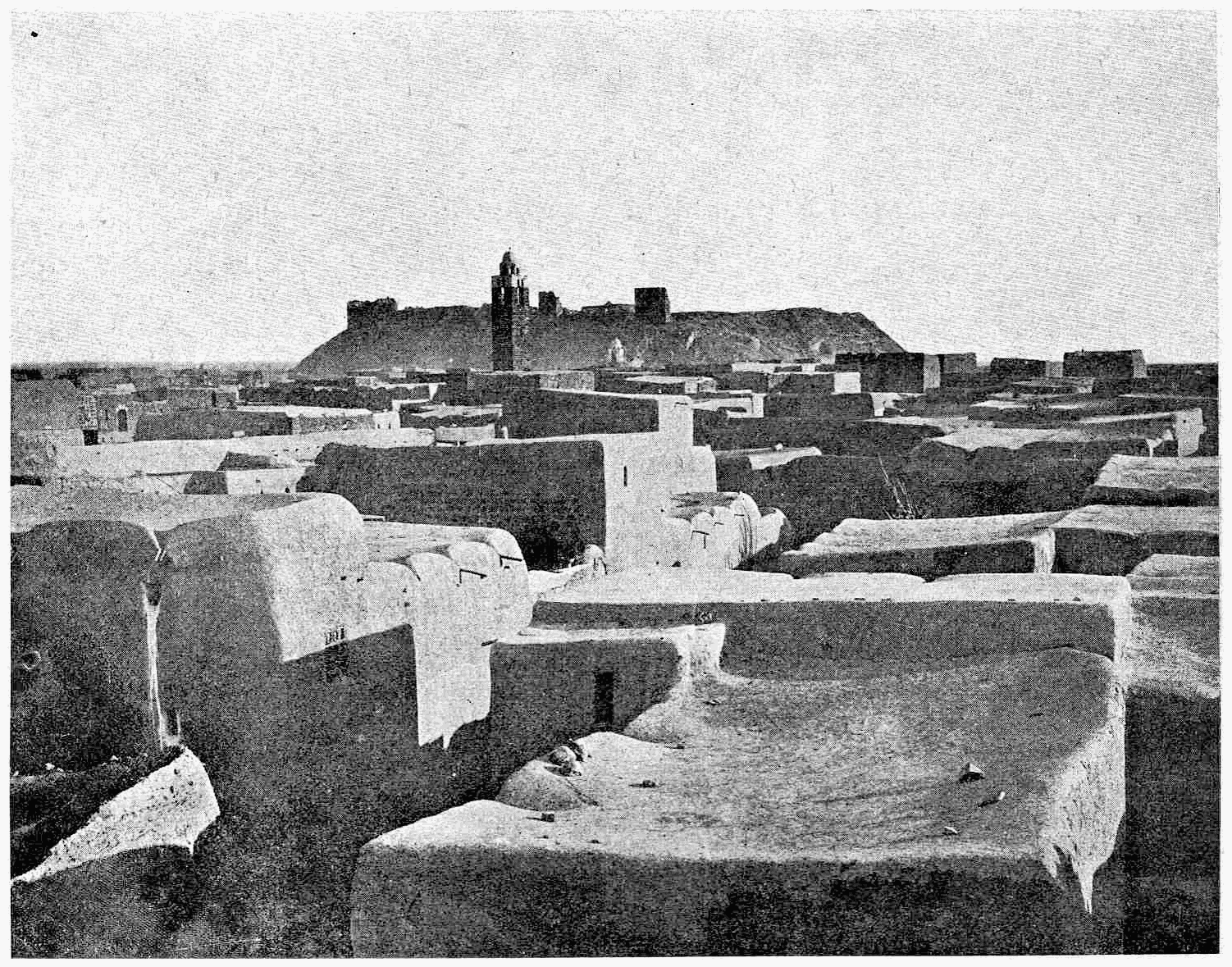
La citadelle et la ville de Homs à la fin du XIXe siècle.

Julien Girard de Rialle décrivit la citadelle en ces termes :

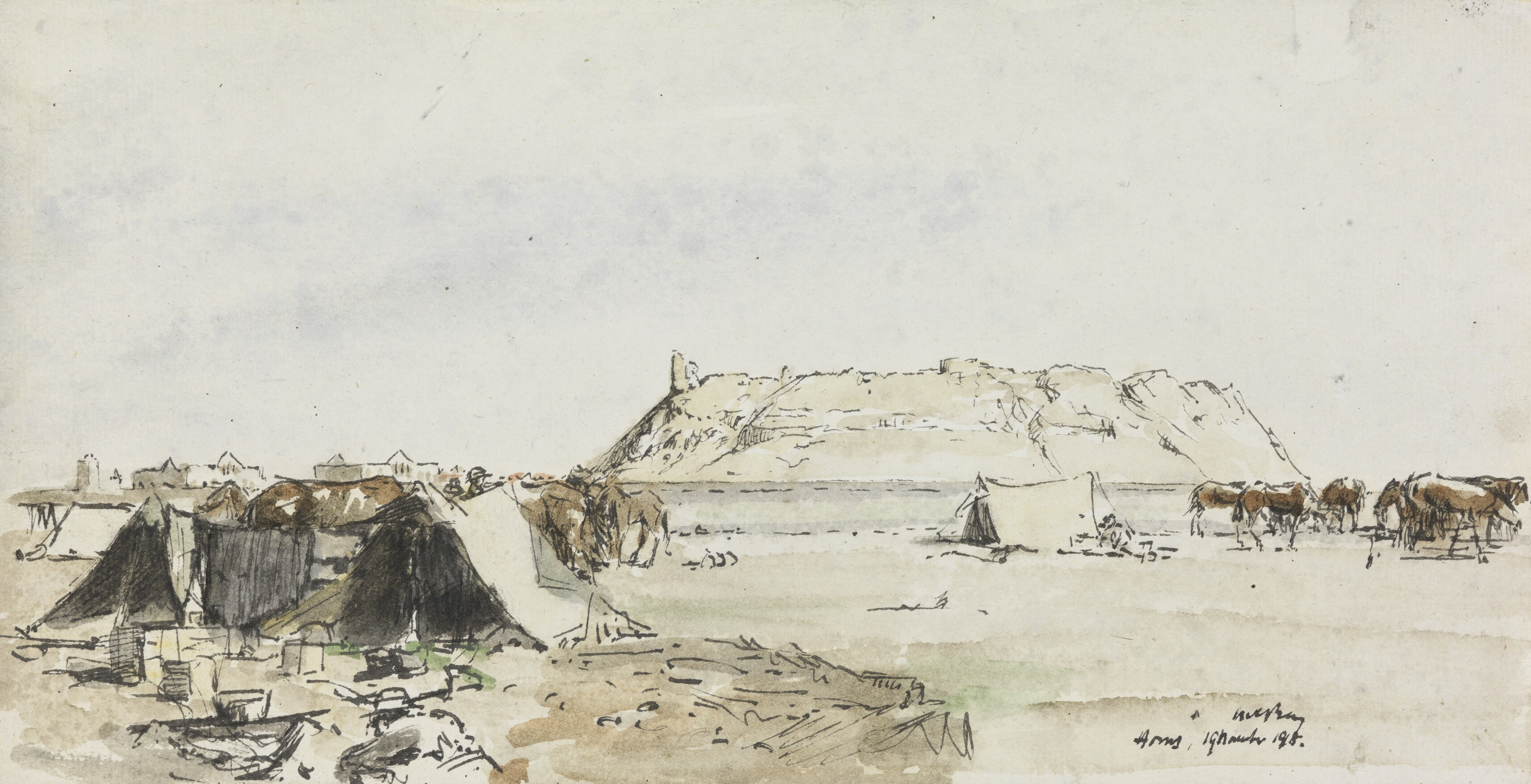
La citadelle (avec des bâtiments de la ville à gauche) en arrière-plan d'un camp de lAustralian Light Horse le 19 novembre 1918 (James McBey).

« Imaginez-vous un tertre, dont la forme régulière et la présence dans une plaine aussi unie que celle de Homs, prouvent l'origine toute artificielle ; les parois, la déclivité toute entière de ce tertre sont recouvertes d'un revêtement de pierres plates qui en rendent l'accès encore des plus dangereux, aujourd'hui que les approches praticables ont été obstruées par des constructions parasites. Le plus haut que puissent remonter les fortifications de cette citadelle serait l'époque byzantine. Le sommet de cette pseudo-colline porte à présent une petite mosquée où l'on révère un précieux manuscrit du Koran, écrit, dit-on, de la main d'un des premiers califes. L'intérieur du tertre est presque partout miné par des citernes et des caveaux qu'il serait périlleux aujourd'hui de parcourir. »